# Jutlandia (sang)
 Denne artikel omhandler sangen af Kim Larsen. Opslagsordet har også en anden betydning, se Jutlandia (flertydig).
"Jutlandia" er en sang af Kim Larsen & Bellami. Den var med på albummet Forklædt som voksen fra 1986.

## Komposition
Sangen er skrevet og komponeret af Kim Larsen/Henning Pold og produceret af Poul Bruun.

### Tekst
Larsen starter sangen med sætningen "Det var i 1949 eller cirka deromkring, da der var krig i Korea", og er dermed upræcis hvad angår starten på Koreakrigen, som var i 1950.

## Kommercielt
På KODA's liste over de mest spillede danske sange live i 2013, var "Jutlandia" nummer to; i øvrigt med "Kvinde min" på førstepladsen, og "Rabalderstræde", "Hva' gør vi nu, lille du?" og "This Is My Life" på de næste pladser.

## Personel
Følgende er en liste over de personer der var med til at indspille sangen:
- Kim Larsen - Sang, guitar, sangskriver, komponist
- Jan Lysdahl - Kor, keyboard, guitar, trommer
- Peter Ingemann - Kor, keyboard
- Henning Pold - Komponist, Kor, keyboard, el-bas
- Thomas Grue - Kor, guitar
- Mek Pek - Trompet
- Ole Hansen - Trompet, piccolofløjte
- Kim Neergaard - Trombone, basun
- Kenneth Agerholm - Trombone, basun
- Niels Mathiasen - Tenorsaxofon
- Ole Himmelstrup - Tenorsaxofon, barytonsaxofon
- Jens Haack - Tenorsaxofon, barytonsaxofon
- Hjörtur Blöndal - Lydeffekter
- Poul Bruun - Producer

## Variationer
Til projektet Alsang 2020 i anledning af 75-året for Danmarks befrielse indsang Jael Nordbek Azoulay sangen på fransk.

## Hitlister
| Hitlister (2018)       | Højeste placering |
| ---------------------- | ----------------- |
| Danmark (Track Top-40) | 11                |